# Rang (Sachenrecht)
Unter einem Rang versteht man im Sachenrecht die Position, die einem beschränkten dinglichen Recht im Vergleich zu anderen Rechten zukommt.

## Allgemeines
Außer dem absoluten Eigentumsrecht, das regelmäßig keinen Rang haben kann, sind die übrigen beschränkten dinglichen Rechte untereinander nicht gleichberechtigt, sondern stehen in einem Rangverhältnis zueinander. Das gilt sowohl für die Grundpfandrechte an Grundstücken und grundstücksgleichen Rechten als auch für Rechte an beweglichen Sachen und Rechten. Die Möglichkeit der Mehrheit von Rechten an derselben Sache erfordert die Aufstellung eines Prinzips über die Reihenfolge, in welcher die Gläubiger Anspruch auf den Erlös aus der Verwertung ihres Rechts haben, sofern der Erlös nicht zur Befriedigung aller Gläubiger ausreicht.

## Rang bei Grundbuchrechten
Eine Rangfolge wird optisch deutlich bei Rechten im Grundbuch. Gibt es mehr als ein eingetragenes Recht in den Abteilungen II und III des Grundbuchs, so liegt bereits durch die Reihenfolge der Eintragungen eine Rangordnung unter diesen Rechten vor. Diese Rangfolge kann sich sowohl aus der Eintragungsreihenfolge im Grundbuch (Lokusprinzip) als auch aus der zeitlichen Eintragungsreihenfolge (Tempusprinzip) ergeben. Die Rangfolge führt dazu, dass bei einer Zwangsversteigerung die Rechte mit einem höheren Rang vor den Rechten mit einem niedrigeren Rang befriedigt werden. Für die Befriedigung von Rechten ist nämlich das unter ihnen bestehende Rangverhältnis maßgebend (§ 11 ZVG), das sich bei der Feststellung des geringsten Gebots äußert. Der Rang ist deshalb von entscheidender Bedeutung für das Risiko des Gläubigers auch – und gerade – von Grundpfandrechten und wird bei Kreditinstituten durch den Beleihungsauslauf berücksichtigt (Prinzip des gleitenden Ranges).
Zur Sicherung des Ranges ist es möglich, dass der Grundstückseigentümer für sich selbst eine Eigentümergrundschuld eintragen lässt, um sich damit die Rangstelle beispielsweise für einen späteren Kredit zu sichern. Ebenfalls möglich ist die Eintragung eines Rangvorbehalts (§ 881 BGB). Der Rang eines Rechts kann nachträglich durch Rangänderung geändert werden (§ 880 BGB). Dieser Rangrücktritt erfordert die Zustimmung beider Rechteinhaber (sowohl des aufrückenden als auch des zurücktretenden), während ein etwaiges Zwischenrecht hiervon nicht benachteiligt werden darf. Diese Rangänderung bedarf notarieller Beurkundung und muss zur Wirksamkeit im Grundbuch eingetragen sein.

## Rang bei anderen dinglichen Rechten
Dies gilt auch für die übrigen dinglichen Rechte an beweglichen Sachen, die so genannten Mobiliarpfandrechte (Verpfändung und Pfändungspfandrecht). Mangels Publizität wie beim Grundbuch ist eine Rangfolge äußerlich nicht erkennbar, aber vorhanden. Nach dem Prioritätsprinzip geht das früher entstandene Recht einem späteren im Rang vor. Denn nach § 1209 BGB ist für den Rang des Pfandrechts der Zeitpunkt der Bestellung maßgebend. Dies hat insbesondere in der Einzelzwangsvollstreckung ein „Wettrennen“ der Gläubiger zur Folge. Bei der Verteilung des Erlöses aus der Pfandverwertung kommt der rangschlechtere Gläubiger immer erst nach Befriedigung des ihm vorhergehenden an die Reihe. Maßgeblich ist der Zeitpunkt der Bestellung des Rechts. Nach § 1247 BGB erwirbt der verwertende Pfandgläubiger Eigentum am Versteigerungserlös, soweit ihm dieser seinem Rang nach zusteht. Gehen dem verwertenden Gläubiger andere Pfandrechte vor, darf er sich den ihm nach seinem Rang zustehenden Verwertungserlös aneignen.

## Rang bei ungesicherten Forderungen
Ungesicherte Forderungen (Blankokredite) verschiedener Gläubiger haben gegenüber dem gemeinsamen Schuldner zwar keinen Rang, doch kann sich in der Krise des Schuldners ein „Wettrennen“ der Gläubiger um Kreditsicherheiten oder um den Schuldendienst entwickeln. Der Schuldner könnte nämlich bei knapper Liquidität die Reihenfolge des Schuldendienstes einseitig ändern und dadurch eine Rangfolge schaffen. Damit ungesicherte Forderungen keinesfalls einen besseren Rang untereinander erwerben können, werden Negativerklärungen durch Pari-passu-Klauseln ergänzt und garantieren dem begünstigten Gläubiger dieser Covenants einen gleichrangigen Schuldendienst mit anderen ungesicherten Gläubigern bis in die Insolvenz oder eine außergerichtliche Sanierung.